# Salkovszky Jenő
Salkovszky Jenő (Ipolyság, 1889. május 7. - Ipolyság, 1970. július 9.) politikus, újságíró, ügyvéd.

## Élete
Apja Salkovszky Ferenc Hont vármegye tiszti főügyésze volt. Az esztergomi bencés gimnáziumban érettségizett, jogi tanulmányait pedig Budapesten folytatta. Az első világháborúban előbb tartalékos főhadnagy majd a 101. közös gyalogezredben szolgált az orosz, román és olasz frontokon.
Az államfordulat után ügyvédként dolgozott. Móricz Zsigmond 1932. januári ipolysági látogatásakor kétszer is üdvözölte az írót a lakosság nevében, mint SzeMKe vezető. 1932-ben a Magyar Nemzeti Párt színeiben a szlovákiai tartománygyűlés tagja lett. Főképp közjogi, közigazgatási és pénzügyi kérdésekben képviselte a magyarság érdekeit. Az autonómiai javaslatnak fő előadója volt. 1935-ben az EMP-ben is folytatta tevékenységét. A Felvidék hazatérése után 1938 decemberében mint meghívott képviselő a magyar törvényhozás tagja lett. Ott is főként közjogi, közigazgatási és pénzügyi kérdésekkel foglalkozott. Esterházy Jánost is ő fogadta Ipolyságon.
1941–1944 között közjegyzőként dolgozott Ipolyságon. Sokat tett a Honti Múzeum fejlesztéséért, s élénk kulturális tevékenységet fejtett ki az 1920-as évek elején általa újjászervezett Honti Kaszinó. A lévai Vármegyei Közjóléti Szövetkezet igazgatósági tagja volt.
Kiadója és főszerkesztője volt az ipolysági A Hét hetilapnak. Politikai cikkei és ipolysági vonatkozású művelődéstörténeti írásai ezen kívül a Prágai Magyar Hírlapban jelentek meg.

## Művei
- 1937 Hiányzó polgári iskoláink. Prágai Magyar Hírlap 1937. február 3.